# Балчиклы (Татарстан)
 Балчиклы (тат. Балчыклы) — деревня в Камско-Устьинском районе Татарстана. Входит в состав Большебуртасского сельского поселения.

## География
Находится на реке Сарауль, в 34 км к северо-западу от посёлка городского типа Камское Устье.

## История
Основана в период Казанского ханства, по местному преданию – после 1552 года татарами, не желавшими исповедовать христианство. В XVIII – первой половине XIX века жители относились к сословию государственных крестьян. Их основные занятия в этот период – земледелие и разведение скота, были распространены печной и штукатурный промыслы, плетение корзин и тарантасных кузовов.
В «Списке населенных мест по сведениям 1859 года», изданном в 1866 году, населённый пункт упомянут как казённая деревня Бильчиклы 1-го стана Тетюшского уезда Казанской губернии. Располагалась при безымянной речке, по Казанскому торговому тракту, в 45 верстах от уездного города Тетюши и в 25 верстах от становой квартиры в казённом селе Новотроицкое (Сюкеево). В деревне, в 85 дворах проживали 512 человек (258 мужчин и 254 женщины), была мечеть.
В 1864 году была построена мечеть (в 1909 г. перестроена, в середине 1930‑х гг. закрыта).
В начале XX века здесь также действовали мектеб, водяная мельница, 3 мелочные лавки. В этот период земельный надел сельской общины составлял 903,3 десятины.
До 1920 года деревня входила в Старо-Барышевскую волость Тетюшского уезда Казанской губернии. С 1920 года в составе Тетюшского, с 1927 года - Буинского кантонов ТАССР. С 10 августа 1930 года в Камско-Устьинском, с 10 февраля 1935 года в Теньковском, с 16 июля 1958 года в Камско-Устьинском, с 1 февраля 1963 года в Тетюшском, с 12 января 1965 года в Камско-Устьинском районах.
В 1931 году в деревне был организован колхоз, в 1994–2003 годах коллективное предприятие «Алга», в 2003–2007 годах сельскохозяйственный производственный кооператив «Алга».

## Население
| 1782 | 1859 | 1884 | 1897 | 1908 | 1920 | 1926 | 1938 | 1949 | 1958 | 1970 | 1979 | 1989 | 2002 | 2010 | 2017 |
| ---- | ---- | ---- | ---- | ---- | ---- | ---- | ---- | ---- | ---- | ---- | ---- | ---- | ---- | ---- | ---- |
| 89   | 512  | 801  | 824  | 989  | 978  | 710  | 571  | 398  | 377  | 395  | 339  | 243  | 225  | 183  | 174  |

Национальный состав села — татары.

## Экономика
Жители занимаются сельским хозяйством в отделении «Буртасы» общества с ограниченной ответственностью «Агрофирма «Буртасы», 4 крестьянских (фермерских) хозяйствах (животноводство).

## Инфраструктура
В деревне действуют начальная школа – детский сад (с 1996 г.), дом культуры (открыт в 1930 г. как клуб), библиотека (с 1976 г.), фельдшерско-акушерский пункт.

## Религия
Мечеть (с 1998 г.).